# Magnus Gabrielsson Meijer
Magnus Gabrielsson Meijer, född 1680, död 30 augusti 1727, var skarprättare i Västmanland och  Stockholm åren 1712-1727. Den 31 januari 1726 avrättade han Karin Svensdotter vid Galgstenen vid Sotholms härads avrättningsplats. Hon hade dömts till döden för mord på sitt nyfödda barn. Sotholms härad hade ingen egen skarprättare utan lånade in Meijer från Stockholm. Han erhöll 15 riksdaler-silvermynt för uppdraget.
Meijer tillhörde resandefolket och var son till skarprättaren i Uppsala Gabriel Alexandersson Meijer och bror till Alexander Meijer, vilken även han var skarprättare. Han hade först varit dräng hos sin svärfar Anders Simonsson Bäcker som skarprättare i Västmanland. Han efterträdde sedan Bäcker som skarprättare i Stockholm 1712, en tjänst han innehade fram till sin död 1727.